# Heppsora
Heppsora — рід лишайників родини Ramalinaceae. Назва вперше опублікована 1977 року.